# Walter Renard
Walter Traugott Renard (* 12. Mai 1904 in Chemnitz; † 31. März 1994 in Hannover) war ein deutscher Maschinenbau-Ingenieur und als Professor für Technik im Gartenbau an der TH Hannover von 1964 bis 1966 Rektor der Technischen Hochschule Hannover.

## Leben

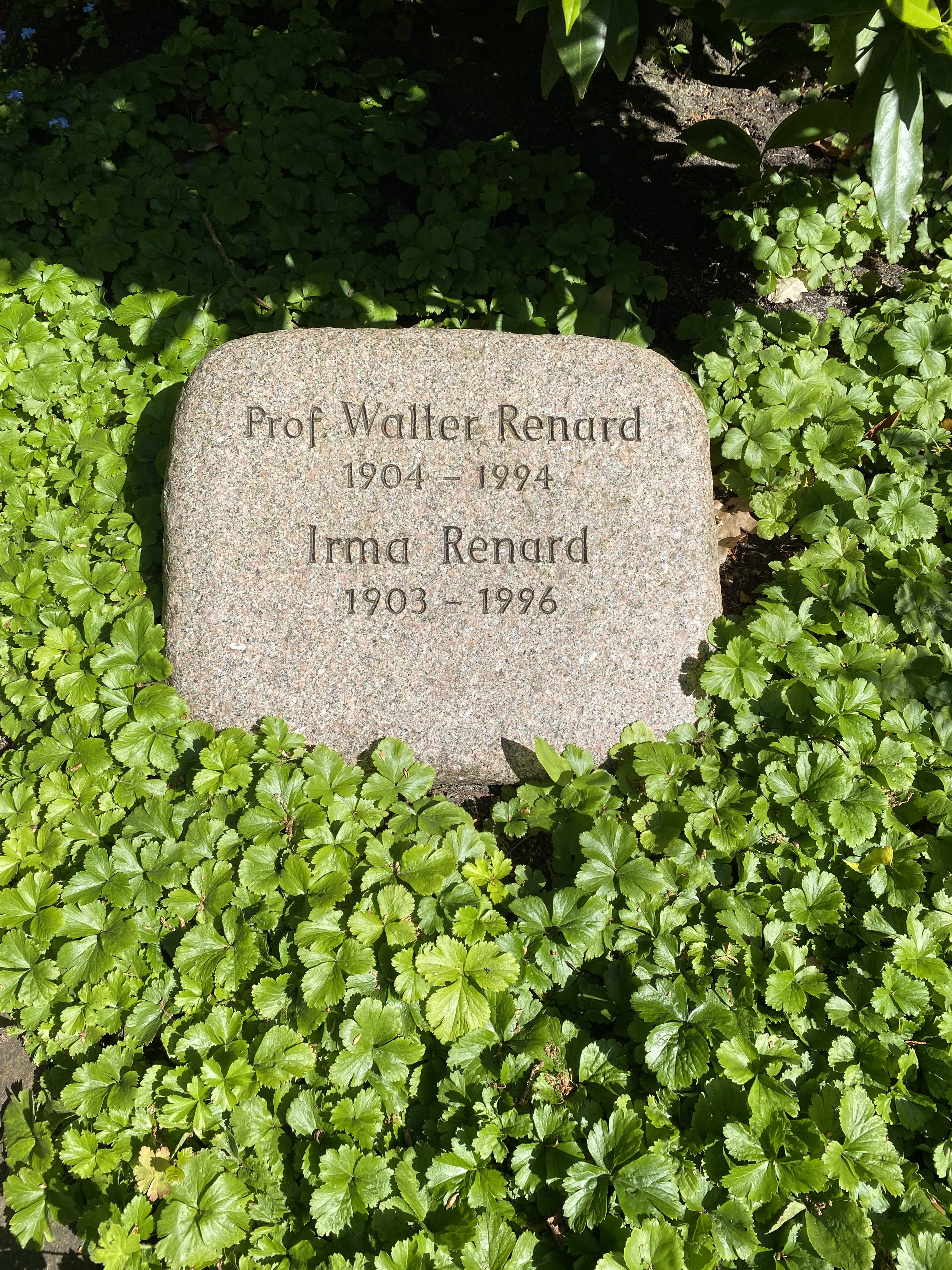
Grabstätte auf dem Friedhof Blankenese

Walter Renard war Sohn eines Pastors. Er studierte von 1924 bis 1929 an der TH Dresden Maschinenbau. Im Anschluss wurde er Assistent am Landmaschineninstitut der Universität Leipzig. Er wechselte von dort für zwei Jahre (1936–1937) als Abteilungsleiter des Reichsnährstander nach Berlin. 1937 bis 1945 hatte er trotz fehlender Promotion und Habilitation eine Professur für Landmaschinenkunde an der Universität Leipzig. Von 1939 bis mindestens Mitte 1941 war er mit der Reorganisation der polnischen Landmaschinenindustrie im Generalgouvernement Polen beauftragt. Renard war in erheblichem Maße mit dem nationalsozialistischen Regime verbunden. Er war Amtswalter der Nationalsozialistischen Betriebszellenorganisation (NSBO) und der DAF sowie Mitglied in der Nationalsozialistischen Volkswohlfahrt (NSV), im NS-Bund Deutscher Technik (NSBDT), im Nationalsozialistischen Altherrenbund (NSAHB) und im Reichsluftschutzbund (RLB). 1941 trat er als Soldat in den Zweiten Weltkrieg ein und geriet 1945 in amerikanische Kriegsgefangenschaft. Nach seiner Entlassung betrieb er von 1946 bis 1949 ein eigenes Ingenieurbüro in Oldenburg (Oldenburg). 1949 erhielt er einen Ruf als Professor für Technik im Gartenbau an die Technische Hochschule Hannover, deren Rektor er von 1964 bis 1966 war. Als Institutsdirektor widmete Renard sich insbesondere der Gewächshaustechnik und erarbeitete die Grundlagen für die DIN 11 536 Deutsches Normgewächshaus. Seit 1966 war er ordentliches Mitglied der Braunschweigischen Wissenschaftlichen Gesellschaft. 1972 wurde Renard emeritiert.
Walter Renard wurde auf dem Hamburger Friedhof Blankenese beigesetzt.

## Auszeichnungen
- Kriegsverdienstkreuz[4]
- 1984: Verdienstkreuz 1. Klasse der Bundesrepublik Deutschland[1]

## Schriften
- Untersuchungen an Haushaltskühlschränken. 1932.
- Technik im Zwischenfruchtbau. Berlin 1939.
- Der Knüpfvorgang am Bindermäher. Stuttgart 1940.
- Die Wasserverteilung von Düsen zur Bewässerung von Kulturen unter Glas. Neureuter, München-Wolfratshausen 1965.